# ديفيد دريك
ديفيد دريك (بالإنجليزية: David Drake)‏ (24 سبتمبر 1945، دوبوك في الولايات المتحدة)؛ كاتب، محامي وروائي أمريكي.

## روابط خارجية
- ديفيد دريك على موقع ميوزك برينز (الإنجليزية)